# Linslade

Mapa esquemático de Linslade

Linslade es una localidad inglesa de la región Este, dentro del condado de Bedfordshire. Forma parte de la parroquia de Leighton-Linslade. En 1965 fue transferida desde Buckinghamshire como distrito urbano autónomo. Hasta 2008 perteneció a la diócesis de Oxford cuando pasó a ser administrada por la diócesis de St. Albans. 
Los orígenes del primer asentamiento anglosajón vienen siglo XIII aunque no está considerado un lugar de la era moderna. No obstante al norte se encuentra la aldea de Old Linslade. La población fue creciendo a partir de los años 1840 tras una masiva industrialización y construcciones como el Grand Union Canal y la línea férrea entre Londres y Birmingham (conocida actualmente como la Línea de la Costa Oeste).

## Etimología
El nombre de "Linslade" proviene del anglosajón, cuyo traducción más cercana significa: "Río que pasa cerca de un arroyo", aunque puede haber otros significados. En la Crónica anglosajona de 966 el nombre era Hlincgelad hasta que cambió por Linchlade (pronunciado Lince-lade) según figura en el Libro Domesday en 1086. El término fue evolucionando durante los siglos XVI y XVII hasta el XIX.

## Historia

### Old Linslade

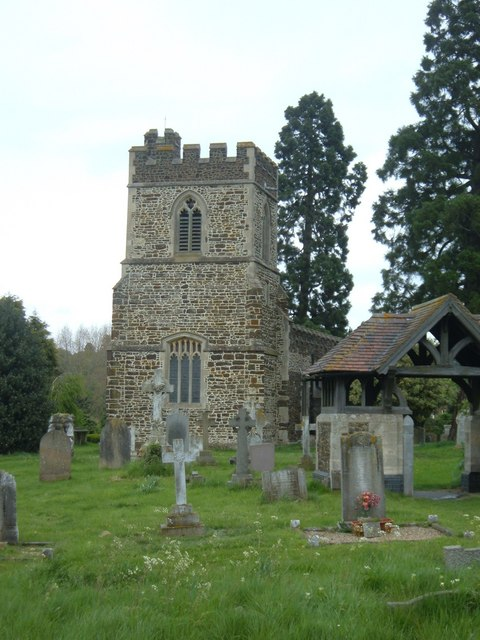
Iglesia de St. Mary

Los primeros vestigios de Linslade eran una zona palaciega anglosajona del 975 pertenecientes a la mujer de Ralph Tailbois.
Tras la conquista normanda de 1066, la zona fue ocupada por la familia Beauchamp. En 1251 le fue otorgada la Carta Real a William de Beauchamp, la cual fue expuesta en una ferie local al norte de la aldea convirtiéndose en centro de peregrinaje.
Sin embargo, en 1299 el obispo de Lincoln: Oliver Sutton amenazó a los peregrinos que realizasen el camino con la excomunión bajo el pretexto de que el lugar no estaba consagrado o que los supuestos milagros allí acaecidos eran un fraude.
Sin el peregrinaje, el valor de Linslade cayó en declive hasta que en el siglo XV la iglesia de St Mary the Virgin (del siglo XII) fue restaurada.

### Chelsea New Town

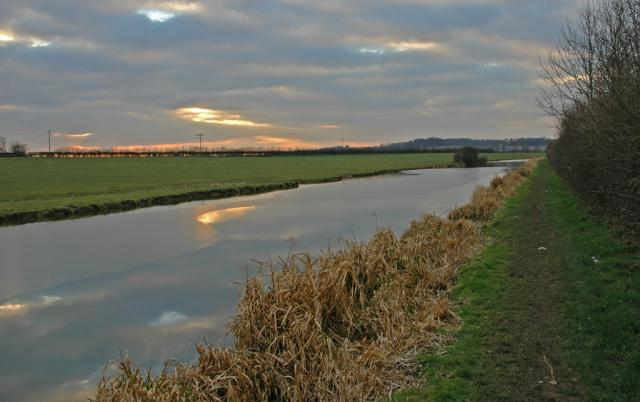
Imagen del Grand Union Canal. Construido en 1840

Más adelante se estableció un segundo asentamiento conocido como "Chelsea New Town" en el sur. A principios del siglo XIX la población de la parroquia fue de 203 habitantes, pero construcción de las infraestructuras la población experimentó un crecimiento demográfico notable con 869 residentes en 1840. Esto llevó al reverendo B. Perkin a crear un fondo para construir un colegio y una nueva iglesia. La construcción de ambos centros llegó a su fin en 1849 con Peter Thomas Ouvry (sucesor de Perkins).
En el presente, Chelsea Green es el nombre de una calle de la localidad.

### Bideford Green
A partir de 1840 en adelante, Linslade fue creciendo considerablemente salvo en periodo de guerras. A finales de los años 1960 el área empezó un periodo de desarrollo dentro de la construcción que llevó a doblar la extensión y la población.